# Chastanier
Chastanier ist eine französische Gemeinde mit 78 Einwohnern (Stand: 1. Januar 2022) im Département Lozère in der Region Okzitanien. Sie gehört zum Kanton Langogne und zum Arrondissement Mende.

## Lage
Die Gemeinde wird vom Fluss Chapeauroux und seinem rechten Zufluss Clamouse tangiert.
Sie grenzt im Norden an Auroux, im Nordosten an Naussac-Fontanes mit Naussac, im Osten an Rocles, im Süden an Pierrefiche und im Westen an Saint-Jean-la-Fouillouse.

## Bevölkerungsentwicklung
| Jahr      | 1962 | 1968 | 1975 | 1982 | 1990 | 1999 | 2008 | 2018 |
| --------- | ---- | ---- | ---- | ---- | ---- | ---- | ---- | ---- |
| Einwohner | 169  | 140  | 118  | 106  | 113  | 89   | 91   | 77   |

## Sehenswürdigkeiten

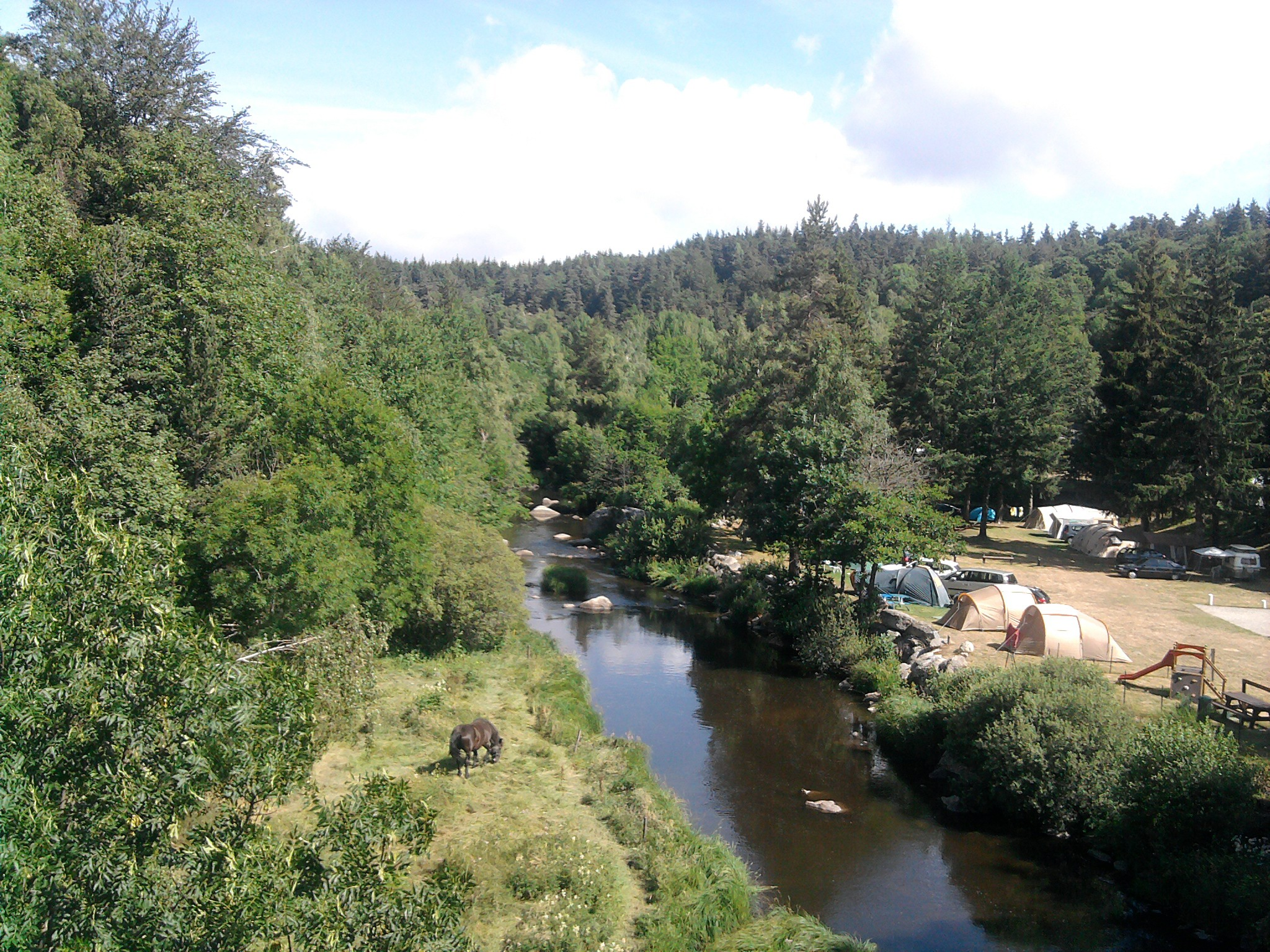
Campingplatz am Chapeauroux

- Kirche Saint-Jacques-le-Majeur